# 深澤直之
深澤 直之（ふかさわ なおゆき、1945年 - ）は、日本の弁護士。日本弁護士連合会民事介入暴力対策委員会元委員長。民暴のカリスマと呼ばれ、11代目市川海老蔵暴行事件代理人などを務めた。深沢直之とも表記される。

## 略歴・人物
1945年、静岡県生まれ。1964年、静岡県立静岡高等学校卒業。1969年、慶應義塾大学法学部法律学科卒業。1974年、司法修習修了、弁護士登録。1996年〜1998年、第二東京弁護士会民事介入暴力対策委員長。2000年〜2002年、日本弁護士連合会民事介入暴力対策委員長。
以降、山一証券調査委員会委員、十文字学園女子大学非常勤講師、日本相撲協会ガバナンスの整備に関する独立委員会委員、同協会暴力団等排除対策委員・同協会無気力相撲（八百長）調査委員、プロ野球暴力団等排除対策協議会顧問、日本プロゴルフ協会監事等を歴任。11代目市川海老蔵暴行事件代理人。2002年11月に警察庁長官から「暴力追放栄誉金賞」受賞。2023年1月現在、日本弁護士連合会民暴対策委員会幹事、第二東京弁護士会民暴対策委員会委員。

## 著書
- 『不当要求・クレーマー撃退のポイント50』 東京法令出版 2018.3
- 『実戦!社会VS暴力団 : 暴対法20年の軌跡』 危機管理研究会 編	金融財政事情研究会 2013.3
- 『医療現場のクレーマー撃退法 : 法的クレーム処理&ケーススタディ99』 東京法令 2012.5
- 『悪魔の呪文『誠意を示せ!』 : 悪質クレーマー撃退の50ポイント』 東京法令 2007.10

## 関係者
- 岳父：右田政夫[5][6]（1907-1996）